# Eclissi solare del 26 giugno 1824
L'Eclissi solare del 26 giugno 1824, di tipo totale, è un evento astronomico che avrà luogo il suddetto giorno con centralità attorno alle ore 23:46 UTC. La totalità era visibile in parti della Cina e del Giappone, con un'eclissi parziale riscontrabile in gran parte del Nord America vicino al tramonto.
La durata della fase massima dell'eclissi è stata di 4 minuti e 31 secondi. mentre l'ombra lunare sulla superficie terrestre raggiunse una larghezza di 207 km. L'eclissi del 26 giugno 1824 divenne la seconda eclissi solare nel 1824 e la 61ª nel XIX secolo. La precedente eclissi solare si è verificata il 1º gennaio 1824, la seguente il 20 dicembre 1824.

## Eclissi correlate

### Ciclo di Saros 124
L'evento appartiene alla serie 124 del ciclo di Saros che per le eclissi solari si verifica nel nodo discendente della Luna, ripetendosi ogni 18 anni, 11 giorni, contenente 73 eventi.